# Pratella
Pratella község (comune) Olaszország Campania régiójában, Caserta megyében.

## Fekvése
A megye északi részén fekszik, Nápolytól 60 km-re északra, Caserta városától 40 km-re északnyugati irányban. Határai: Ailano, Ciorlano, Prata Sannita, Presenzano, Sesto Campano és Vairano Patenora.

## Története
A települést valószínűleg a 9-10. században alapították közeli, szaracénok által elpusztított települések lakói. A következő századokban nemesi birtok volt. A 19. században nyerte el önállóságát, amikor a Nápolyi Királyságban felszámolták a feudalizmust.

## Népessége
A népesség számának alakulása:

## Főbb látnivalói
- San Nicola di Bari-templom